# Thinocoridae
I Tinocoridi (Thinocoridae Gray, 1845) sono una piccola famiglia di uccelli dell'ordine Charadriiformes diffusi in Sud America.

## Biologia
Hanno becchi, code e zampe corte e teste piccole che li fanno assomigliare a dei piccoli galliformi o a dei piccioni, ma a differenza di questi hanno dita e ali lunghe. Le livree sono in genere mimetiche, con disegni adatti a confondere i predatori sui terreni aperti delle Ande o della Patagonia, dove queste specie vivono. Il dimorfismo sessuale si nota soprattutto nel genere Thinocorus, dove il maschio porta una livrea grigiastra sul viso, sul petto e sul collo.
Nidificano in avvallamenti poco profondi del terreno nei quali depositano 2-3 uova.
A differenza degli altri Thinocori, i tinocoridi sono principalmente erbivori (semi e altri tipi di vegetali costituiscono la loro dieta), mentre le altre famiglie del sottordine sono specialmente insettivore.

## Distribuzione e habitat
I tinocoridi vivono in Sud America in vari habitat come praterie, steppe erbose, deserti semiaridi e anche ambienti montani fino ai 5500 m di altitudine del tinocoride pettorossiccio.

## Tassonomia
La famiglia comprende le seguenti specie:
- Genere Attagis
  - Attagis gayi I.Geoffroy Saint-Hilaire & Lesson, 1831 - tinocoride pettorossiccio
  - Attagis malouinus (Boddaert, 1783) - tinocoride ventrebianco
- Genere Thinocorus
  - Thinocorus orbignyianus I.Geoffroy Saint-Hilaire & Lesson, 1831 - tinocoride pettogrigio
  - Thinocorus rumicivorus Eschscholtz, 1829 - tinocoride rumicivoro